# دولت (فنان)
محمد دولت (أو دولة) كان فنانًا رائدًا في الرسم المغولي، وكان نشطًا في اللجان الإمبراطورية بين عامي 1595 و1635-1640 تقريبًا، في عهد أكبر وجهانجير وشاه جهان. بدأ حياته المهنية برسم مشاهد سردية كبيرة، ثم تخصص في رسم البورتريهات، ولكن في وقت لاحق من حياته المهنية يبدو أنه تخصص في رسم الحدود المزخرفة للغاية للمنمنمات.

## الحياة والمهنة

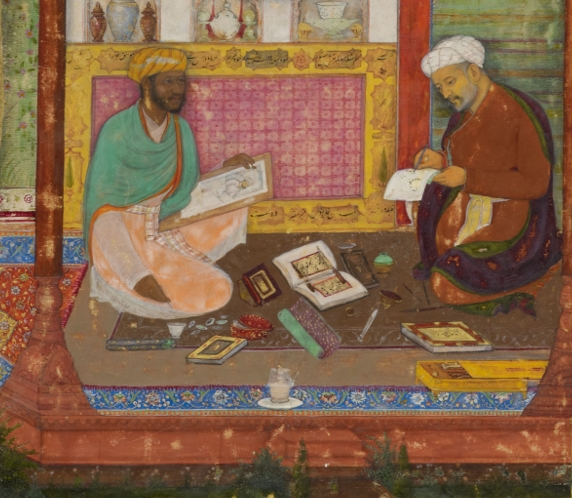
تفاصيل من المنمنمات الملحقة بنسخة المخطوطة الخامسة لنظامي (المكتبة البريطانية، رقم 12208) من تأليف دولت، والتي تظهره (يسارًا) وهو يرسم خطاط المخطوطة، عبد الرحيم.

كان والده، لال، يخدم في البلاط الإمبراطوري، ومن المرجح أنه كان أحد الفنانين العديدين في ورشة العمل الإمبراطورية. تدرّب دولت هناك وكان نشطًا كرسام بحلول منتصف تسعينيات القرن السادس عشر، وظل هناك طوال حياته المهنية. وكان شقيقه داود (داود) أيضًا فنانًا، ويشار إليه عادةً في النقوش وتاريخ الفن باسم "داود، شقيق دولت". مثل جوفاردان، المتخصص الرئيس الآخر في رسم البورتريه في تلك الفترة، والذي كان في نهاية المطاف فنانًا أرقى من دولت، فقد تأثر ببسوان.
تشمل مشاريع المخطوطات المهمة التي ساهم فيها في تسعينيات القرن السادس عشر مخطوطة أكبر نامه في المكتبة البريطانية (المخطوطة رقم 12988، 3 منمنمات)، ومخطوطة أكبر المتفرقة روز نامه، ومخطوطة بابر نامه في نيودلهي (4 منمنمات). في القرن التالي، ساهم في وندسور بادشاهناما وألبوم كيفوركيان [الإنجليزية]
.
يظهر دولت "وعيًا ذاتيًا غير عادي" حتى في أعماله المبكرة. هناك صورتان ذاتيتان يمكن التعرف عليهما، وكلاهما تم رسمهما بناءً على طلب الإمبراطور، فضلاً عن صور لزملاء فنانين آخرين، وتحتوي بعض منمنماته الأكثر أهمية على توقيعات صغيرة مخفية بين تفاصيل اللوحة، على سبيل المثال على حزام جندي في إحدى منمنمات بابر نامه. أحد التوقيعات يحمل عنوان "محمد دولت، ابن لال"، وفي توقيع آخر يصف نفسه بأنه "الأصغر بين أبناء البيت"، مما يشير إلى أن والده كان يعمل في المحكمة. هناك "تعبيرات صيغة أخرى عن التواضع" من النوع المتوقع في البلاط المغولي، على الرغم من أن دولت يذهب إلى أبعد من ذلك؛ حيث ينتهي نقشه على صفحة ألبوم جولشان مع صورته الذاتية "كتبه المتواضع، المحتاج، غير المهم، دولت". في بعض الأحيان يستخدم كلمة "إمبراطورية" في كلامه.

## الأسلوب
وُصف أسلوب دولت بأنه "يتميز بمجموعات من الشخصيات الضخمة ذات الأكتاف الضيقة، ولوحة ألوان زاهية تُعززها ظلال محيطية واضحة. ملامح وجهه فردية للغاية، لكنه يشترك في ملامح داكنة، وخدود ممتلئة، وعيون واسعة تحدّق، وغالبًا ما تُوجّه إلى المشاهد." 
وقد أُضيفت صورته المزدوجة في كتاب "خمسة نظامي" (المكتبة البريطانية، رقم 12208) إلى الكتاب بعد سنوات عديدة، بناء على طلب خاص من جهانجير، وهو شرف كبير. يعود تاريخ النص إلى عام 1004 هـ (1595-1596 م)، والمنمنمات السردية الرئيسة تعود إلى نفس الفترة، في حين أن المنمنمات الملحقة بالكتاب تعود على الأرجح إلى الفترة 1609-1610. لا يبدو أن دولت ساهم في المنمنمات الأصلية، على الرغم من أن بعضها مفقود الآن. من المحتمل أن تكون صورة الخطاط قد كُتبت بعد وفاته، على الرغم من أن دولت كان يعرفه عندما كان على قيد الحياة. اتبعت هذه الصفحة بعض المخطوطات المغولية الأخرى في تقديم نسخة مصورة تظهر زوجًا من الرجال في ورشة عمل الكتب الإمبراطورية يعملون في تخصصاتهم، الخط أو الرسم أو التصوير، وفي إحدى الحالات يقومون بإعداد ورقة من الورق عن طريق تلميعها (الممارسة المغولية المعتادة لصفحات المخطوطات الفاخرة).

تحتوي إحدى صفحات دولت في ألبوم جولشان، وهي مرقعة فخمة صنعت لجهانجير وتوجد الآن في مكتبة قصر جولستان في طهران، على حدود ذهبية عريضة تتضمن سبع صور لموظفي المحكمة، خمسة منهم يرسمون أو يلونون أو يقرؤون. واحدة منها هي صورة دولت الذاتية. يشير نقش دولات إلى أن هذا تم أيضًا بناءً على طلب محدد من الإمبراطور.

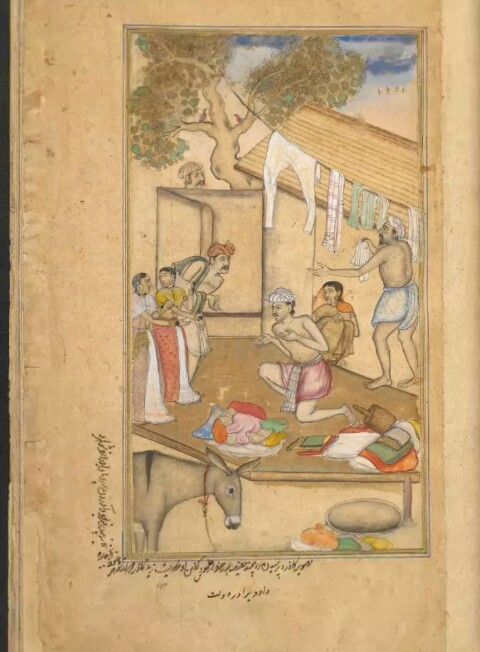
صفحة مكتوب عليها "داود، أخو دولت"، في كتاب "رزم نامه" (المكتبة البريطانية، رقم 12076) ، حوالي عام 1599
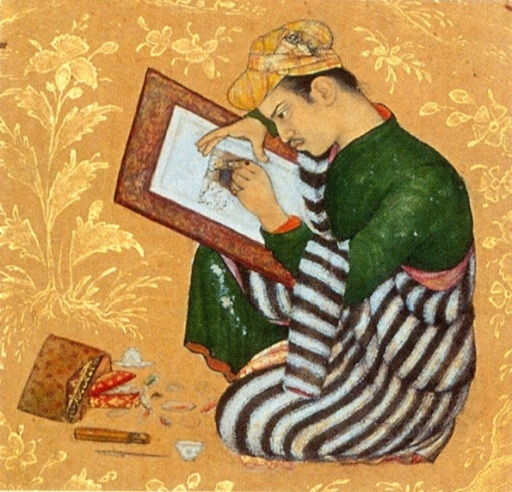
صورة أبو الحسن، من ألبوم غلشان، حوالي عام 1610، مكتبة قصر غلستان، طهران
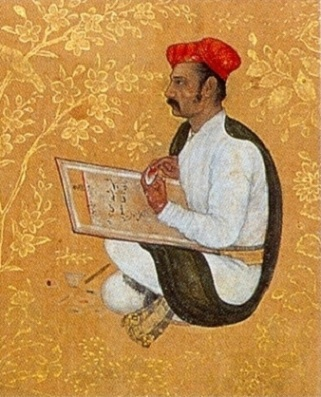
صورة بيشانداس [الإنجليزية] ، حوالي عام 1610، من نفس الصفحة
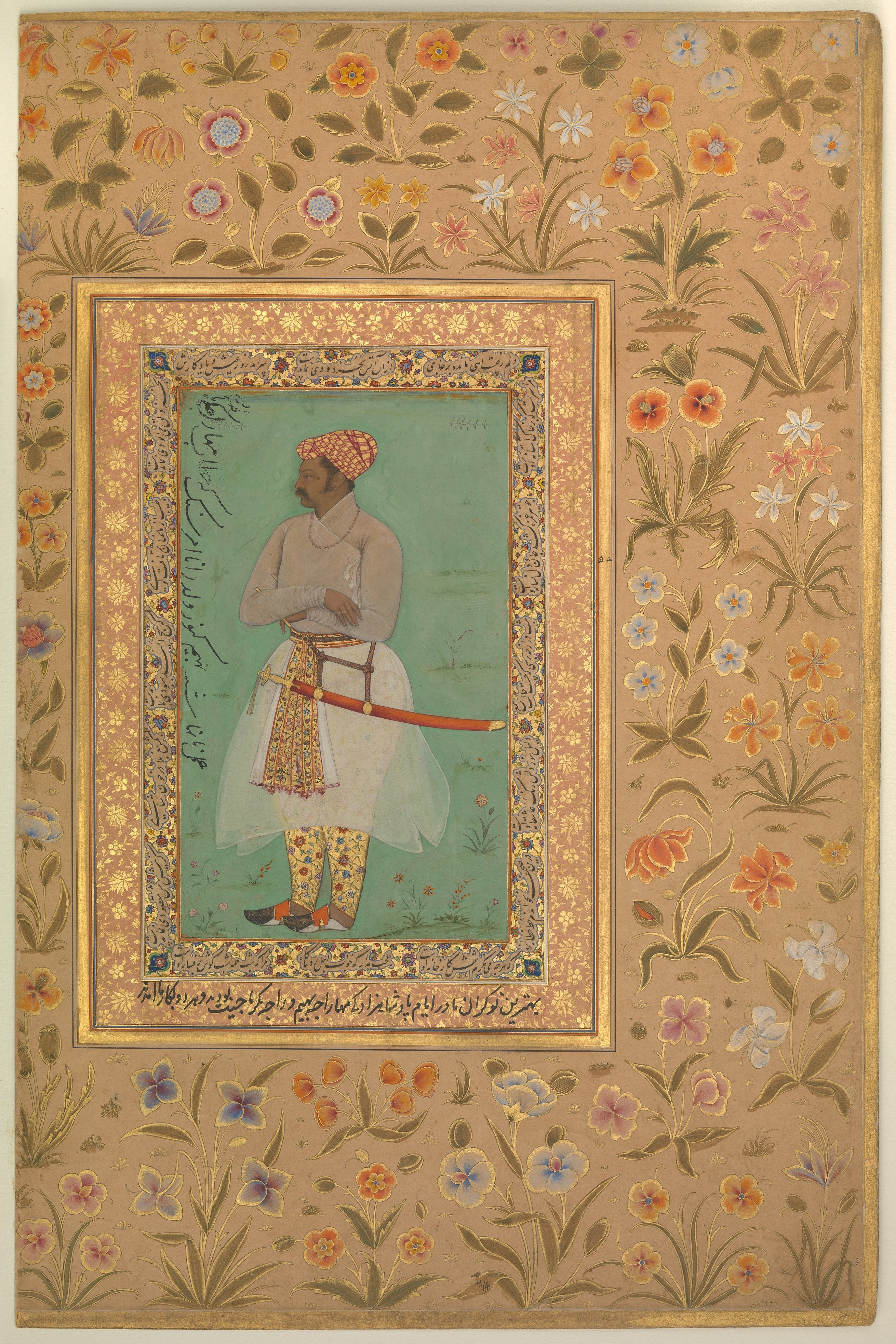
حدود رسمها دولات لصورة نانها للمهراجا بهيم كانوار، ابن أمار سينغ الأول من ميوار ، من ألبوم كيفوركيان [الإنجليزية]
، وهي مُرقعة (ألبوم)، حوالي ١٦١٥-١٦٢٩. يحمل الإطار توقيع "عمل عبد دولت العتبة".

## ملحوظات
1. 1 2  Rice, 172; EB
2. 1 2  Welch, 136
3. ↑  Grove; see below for how we know this.
4. ↑  Example in the Maharaja Sawai Man Singh II Museum, Jaipur
5. ↑  Welch, 134
6. 1 2 3  Grove
7. ↑  Welch, see index
8. ↑  Rice, 149.
9. ↑  Rice, 172–173
10. ↑  Rice, 159–165
11. ↑  Rice, 149, illustrated on 150